# Palenzuela
Palenzuela és un municipi de la província de Palència a la comunitat autònoma de Castella i Lleó (Espanya). Limita al nord i est amb la Província de Burgos, al Sud amb Villahán i a l'oest amb Quintana del Puente.

## Demografia
| 1991 | 1996 | 2001 | 2004 |
| ---- | ---- | ---- | ---- |
| 403  | 344  | 306  | 278  |